# Paulus Merula
Paulus Merula (Dordrecht, 19 augustus 1558 - Rostock, 20 juli 1607) was een Hollands jurist, classicus, historicus en geograaf.
Merula groeide op in Dordrecht. Vanaf 1592 was hij eerst buitengewoon, vanaf 1593 gewoon hoogleraar geschiedenis aan de Universiteit van Leiden. In 1597 werd hij bibliothecaris van de Universiteitsbibliotheek. In hetzelfde jaar werd hij op 21 december benoemd tot de officiële geschiedschrijver (historiograaf) van Holland. In 1603 was hij rector magnificus. Hij was een vriend van Janus Dousa en Daniël Heinsius.
Hij schreef tweedelige historieën over zowel de geschiedenis van Holland als Gelderland. Het eerste werk is verdwenen uit het archief van de Staten van Holland. Zijn geschiedenis van Gelderland is niet uitgegeven, maar later wel hergebruikt in het werk van Johannes Pontanus.
In 1605 verscheen van zijn hand, Placaten ende Ordonnantien op 't stuck van de Wildernissen ende Jachtbedrijf. Door het onderwerp komen wij het een en ander te weten over de Hollandse kuststreek in de 16e eeuw en de eeuwen hiervoor.

## Werken

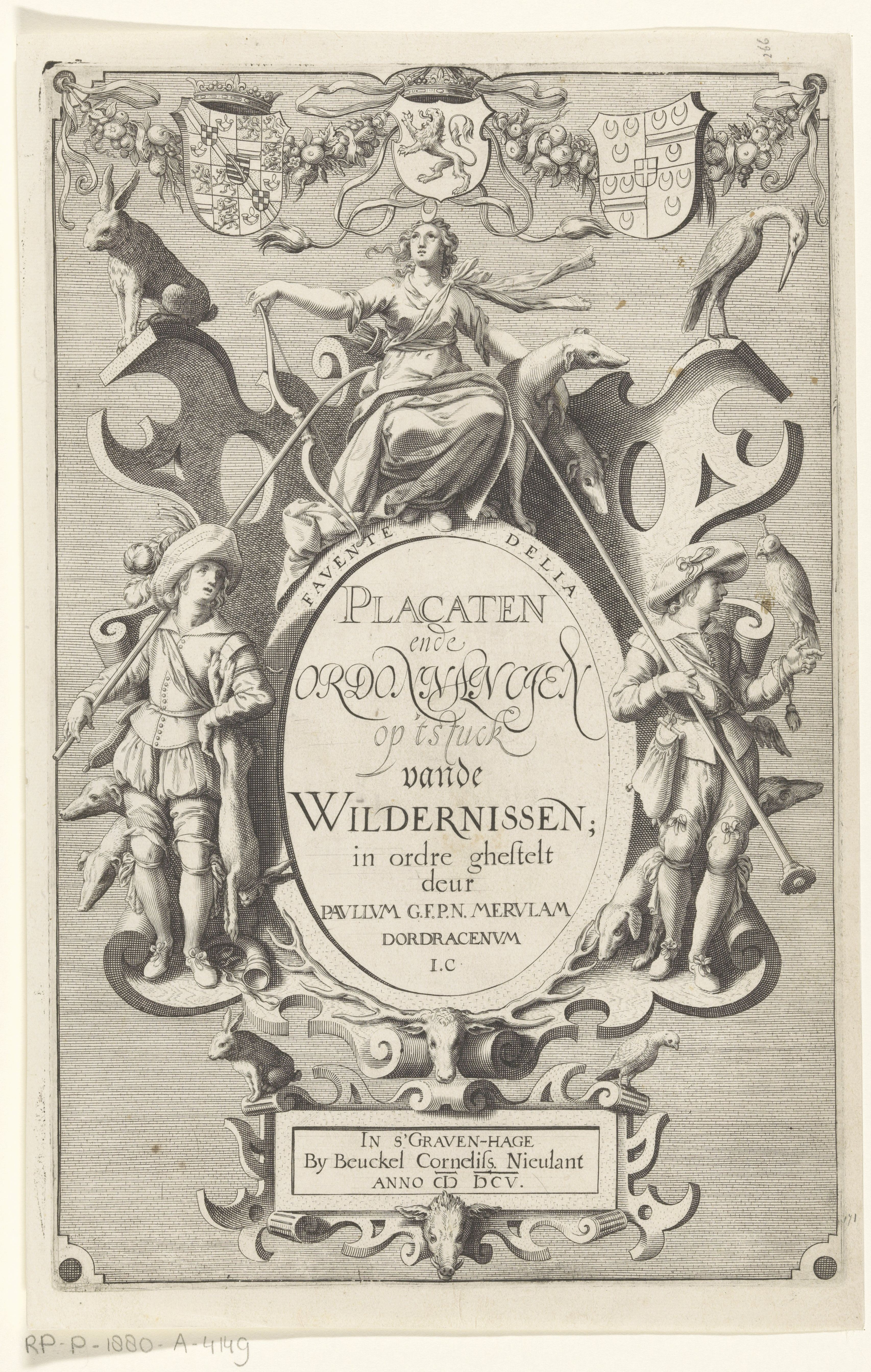

- Placaten ende ordonnancien op 't stuck vande Wildernissen ende Jachtbedrijf; in ordre ghestelt deur Paulum G.F.P.N. Merulam Dordracenum I.C. Hagae: Beuckel Cornelisz. Nieulandt, 1605. zie hier[dode link]